# Вільгельм Кранц
Вільгельм Кранц (нім. Wilhelm Cranz; 19 квітня 1915, Кіль — 17 квітня 1945, Атлантичний океан) — німецький офіцер-підводник, оберлейтенант-цур-зее резерву крігсмаріне.

## Біографія
1 жовтня 1939 року вступив на флот. З 18 квітня 1940 року служив на десантному кораблі «Ангальт», з 3 травня 1940 року служив — на «Дессау». 11 червня 1940 року переданий в розпорядження служби ВМС в Штеттіні. З 6 листопада 1940 року служив на десантному транспорті «Лефанте», з 23 листопада 190 року — на «Рігель». З 23 червня 1941 року — ад'ютант служби ВМС в Осло. З 29 вересня по 1 листопада 1941 року пройшов курс фельдфебеля в 501-му морському артилерійському дивізіоні, після чого повернувся в службу ВМС в Осло. З 3 січня 1942 року — офіцер взводу дивізіону корабельних гармат есмінців і торпедних катерів. З 6 липня по 31 грудня 1942 року пройшов курс підводника, після чого був направлений в кадровий резерв 1-ї флотилії. З 28 січня 1943 року — 2-й, з 10 червня 1943 по 31 січня 1944 року — 1-й вахтовий офіцер на підводному човні U-653. З 17 лютого по 31 березня 1944 року пройшов курс командира човна. З 1 квітня 1944 року — офіцер роти 15-го морського запасного дивізіону. З 9 листопада 1944 року — командир U-398. 14 квітня 1945 року вийшов у свій перший і останній похід. 17 квітня U-398 і всі 43 члени екіпажу зникли безвісти в Північній Атлантиці.

## Звання
- Рекрут (1 жовтня 1939)
- Зондерфюрер (18 квітня 1940)
- Штурмансмат резерву (1 травня 1940)
- Оберштурман резерву (1 вересня 1941)
- Лейтенант-цур-зее резерву (1 червня 1942)
- Оберлейтенант-цур-зее резерву (1 лютого 1944)

## Нагороди
- Залізний хрест
  - 2-го класу (4 серпня 1941)
  - 1-го класу (18 січня 1944)
- Нагрудний знак підводника (4 квітня 1943)
- Фронтова планка підводника в бронзі (15 грудня 1944)